# Stairway to Heaven: A Tribute to Led Zeppelin
Stairway to Heaven: A Tribute to Led Zeppelin è un album tributo dedicato ai Led Zeppelin realizzato nel 1997 per l'etichetta East West Records.

## Tracce
1. Black Dog
2. Communication Breakdown
3. Rock and Roll
4. Stairway to Heaven
5. Going to California
6. Heartbreaker
7. Immigrant Song
8. The Song Remains the Same
9. Whole Lotta Love
10. Good Times Bad Times
11. Kashmir

## Formazione
- Zakk Wylde - voce, chitarra solista, tastiere nelle tracce 1, 4, 5 10, 11
- Sebastian Bach - voce nelle tracce 2, 7
- Lita Ford - voce, chitarra, cori nelle tracce 3, 9
- Lou Gramm - voce nelle tracce 1, 4, 6
- Tadashi Watanabe - voce, cori
- Slash - chitarra solista nella traccia 2
- Vivian Campbell - chitarra solista nella traccia 2
- Tim Pierce - chitarra
- James Kottak - batteria
- Jeff Pilson - voce, basso
- Richard Baker tastiere, organo hammond, mellotron
- Ricky Phillips - basso